# AtariWriter
AtariWriter es un programa de procesamiento de texto para las computadoras Atari de 8 bits, lanzado por Atari, Inc. como un cartucho ROM de 16 kB en 1983. El programa era rápido y fácil de usar, y permitía la creación de documentos complejos. Este programa fue un éxito para la plataforma, con al menos 800 000 unidades vendidas inicialmente, sin incluir las versiones internacionales y actualizaciones posteriores.
Atari introdujo el Atari Word Processor, su primer procesador de texto con marca propia, en 1981. Las reseñas elogiaron unánimemente sus características, pero también señalaron problemas de usabilidad, incluyendo su dificultad y altos requisitos del sistema. Cuando se introdujeron los nuevos modelos de la serie XL, el Word Processor fue abandonado en favor de un programa más sencillo que pudiera funcionar en cualquier máquina. William Robinson, autor de Text Wizard de Datasoft, fue contratado para el nuevo proyecto de software, modificando el programa para que funcionara desde un cartucho.
Tras su lanzamiento, recibió reseñas positivas, aunque también surgieron preocupaciones por la falta de funciones como combinación de correspondencia y un corrector ortográfico, así como por la ausencia de controladores de impresoras que no fueran de la marca Atari. Para satisfacer la demanda de impresoras no Atari, se vendieron al menos 25 000 copias de un paquete adicional de controladores de impresoras a través de ventas directas y el Atari Program Exchange. En 1986, Atari lanzó el AtariWriter Plus, con nuevas funciones, incluido un corrector ortográfico y la combinación de correspondencia, disponibles en disquete. AtariWriter 80, la versión final del software lanzada en 1989, agregó soporte para la pantalla de 80 columnas del XEP80. AtariWriter también dio lugar a una versión para el Atari ST con el programa ST Writer, que se ofreció de forma gratuita en los primeros modelos del ST.

## Historia

### Antes de AtariWriter
El plan de marketing original de Atari para la familia de computadoras de 8 bits, que incluía los modelos Atari 400 y 800, consistía en dirigir el Atari 400 al sector educativo y de videojuegos, y el Atari 800 a pequeñas oficinas donde CP/M y el Apple II eran exitosos. Sin embargo, la falta de software útil para negocios obstaculizó las ventas en el mercado de oficinas, y la máquina rápidamente adquirió la reputación de ser una simple consola de videojuegos glorificada.
En 1980, Atari intentó solucionar este problema lanzando su propio Atari Word Processor. Este programa se distribuía en un disquete con protección de copia y requería 48 kB de RAM, lo que significaba que el usuario necesitaba, como mínimo, un Atari 800 completamente expandido y una unidad de disquete Atari 810. Además, las máquinas carecían de un puerto paralelo, y Atari no vendía impresoras con adaptadores SIO integrados. Por lo tanto, para imprimir, era necesario el adaptador Atari 850 y una impresora paralela como la Atari 825 o la muy recomendada Epson MX-80.
Aunque el programa ofrecía una gran cantidad de funciones, como soporte para diseño de dos columnas y superíndices y subíndices, los críticos señalaron que era difícil de usar. Además de un extenso conjunto de comandos de edición mediante teclas de control (que incluían comandos de cursor diferentes a los de las teclas del sistema), las operaciones más complejas, como cargar documentos o imprimir, requerían navegar por menús de texto de varios niveles. Estos menús eran prácticamente imposibles de recordar, por lo que se incluyó una hoja de referencia rápida y la documentación estaba diseñada para mantenerse en pie sobre un escritorio para uso continuo.
Atari Word Processor fue uno de los tres principales programas de procesamiento de texto en los primeros días de la plataforma. Las reseñas de 1982 también destacaron Text Wizard de Datasoft y Letter Perfect de LKJ. Estos programas eran mucho más simples en términos de funciones, podían ejecutarse en cualquier máquina de la línea de Atari y eran mucho más fáciles de usar. Por todas estas razones, superaron fácilmente en ventas al Atari Word Processor. Text Wizard era considerado con frecuencia la mejor opción en relación calidad-precio, mientras que Letter Perfect era valorado como el mejor en general. Atari Word Processor, por su parte, nunca fue recomendado.

### AtariWriter
A finales de 1981, Gary Furr dejó su trabajo en GTE, donde escribía especificaciones de software para contratistas gubernamentales. Al unirse a Atari, Furr y la gerente de producto Peggy Allen comenzaron a planear el reemplazo del Atari Word Processor. En lugar de modificar el software existente, decidieron abandonarlo por completo, aunque no antes de que Furr escribiera la especificación de diseño para AtariWriter utilizando Word Processor en marzo o abril de 1982.
Un mes o dos después, descubrieron que no había suficientes programadores disponibles en la compañía para desarrollar el programa según las especificaciones. Para cubrir esta necesidad, contrataron a William Robinson, un programador de 15 años, autor de Text Wizard, para modificar dicho programa y hacerlo funcionar desde un cartucho ROM. Robinson había desarrollado Text Wizard para la empresa de software Datasoft, con sede en Los Ángeles, y este programa había recibido buenas críticas por su eficiencia y bajo consumo de RAM.
En ese momento, los cartuchos con cambio de banco de memoria eran poco comunes, pero las máquinas de Atari ya contaban con la capacidad poco utilizada de incluir hasta 16 kB en un solo cartucho. Esto permitía que el programa funcionara en cualquier máquina de la línea, incluyendo los primeros modelos de la Atari 400 y los posteriores 600XL, que venían con solo 16 kB de RAM. También eliminaba la necesidad de un disquete, ya que los documentos podían guardarse en la unidad de casete Atari 410. Una gran ventaja sobre Word Processor era que el programa no se cargaba en la RAM, dejando mucho más espacio libre. En un Atari 800, Word Processor solo dejaba unos 10 kB libres, suficientes para aproximadamente una página de texto, mientras que AtariWriter dejaba unos 20 kB libres incluso con DOS cargado, permitiendo documentos pequeños de hasta seis páginas almacenados completamente en la memoria.
La programación se llevó a cabo durante el verano de 1982, con pruebas internas en otoño del mismo año, continuando hasta principios de 1983. Las pruebas finales y la documentación estaban prácticamente completas para febrero o marzo de ese año, cuando se celebró una reunión de estado de la división de Computadoras Hogareñas. En dicha reunión, Furr explicó cómo manejaron los controladores de impresora: el programa cargaba un controlador de impresora a la vez, soportando las cuatro impresoras de Atari y dejando otros controladores disponibles en disco. El gerente se negó a dar soporte a impresoras que no fueran de Atari, lo que obligó a Furr a llamar a Robinson y pedirle que eliminara los controladores adicionales. Se añadió una breve sección al manual indicando que los controladores adicionales estarían disponibles a través del Atari Program Exchange (APX).
AtariWriter 1.0 fue lanzado a producción en la primavera de 1983, aunque el software tiene copyright de 1982. Poco tiempo después, Gary Furr dejó Atari para asumir un puesto en Datasoft. En el transcurso del siguiente año se lanzaron tres actualizaciones menores, culminando en la Versión C. El programa fue un éxito rotundo, convirtiéndose en uno de los productos más vendidos de Atari. Más adelante, a Furr le informaron que la versión original en cartucho había vendido aproximadamente 800,000 copias, sin incluir versiones en idiomas extranjeros (francés, español, alemán e italiano) ni las versiones posteriores como AtariWriter Plus y AtariWriter 80. Dado que se vendieron alrededor de 4 millones de máquinas Atari en total, esto representa una parte significativa de toda la flota de computadoras de la compañía. En comparación, el procesador de texto más popular en las IBM PC durante esa época, WordStar, había vendido 650,000 copias en todas las plataformas para el otoño de 1983.

### Controladores de impresora
La decisión de la gerencia de limitar el soporte a impresoras Atari fue criticada por todas las reseñas como una mala decisión de la compañía. Gary Furr comenzó a escribir controladores de impresora por su cuenta en casa, y una selección de entre 10 y 11 de ellos apareció por primera vez en el catálogo de otoño de 1983 de Atari Program Exchange (APX). Cuando APX cerró en 1984, Furr asumió las ventas directas desde su casa. Descubrió que estos controladores eran comprados principalmente por grupos de usuarios, quienes los distribuían entre sus miembros. A pesar de ello, Furr logró vender 25,000 copias entre 1983 y 1993 de manera directa, sin incluir las ventas adicionales realizadas a través de APX. La última copia se vendió en 1993. Años después, un grupo de usuarios en Pensilvania contactó a Furr, lo que llevó a que él les enviara todos los discos con el código fuente. Durante este período, el número de controladores se expandió de los originales 10 a 159 para el momento en que entregó el código.

### AtariWriter Plus
Tras la adquisición de Atari por Jack Tramiel en 1984, la nueva Atari Corporation presentó versiones de bajo costo de la serie XE dentro de la línea de 8 bits. Entre ellas se encontraba el modelo 130XE, que utilizaba cambio de banco de memoria para soportar 128 kB de RAM. Para estas máquinas, se introdujo una nueva versión del programa en noviembre de 1985: AtariWriter Plus. En ese momento, William Robinson había dejado Datasoft y fundado su propia compañía, Micro Fantasy. Continuó siendo el principal programador del núcleo del programa, mientras que Ron Rosen se encargó de la funcionalidad de combinación de correspondencia (mail merge), y R. Stanley Kistler del corrector ortográfico. Jeffrey Bass escribió la documentación.
AtariWriter Plus agregó una serie de nuevas funciones, igualando en potencia al Atari Word Processor original. Prácticamente todas las partes del programa cambiaron de alguna manera. Añadir toda esta funcionalidad significó que ya no cabía en un cartucho de 16 kB, por lo que se distribuyó en dos discos flexibles, uno de ellos con la versión «normal» en un lado y la versión para la 130XE en el otro. A diferencia del programa original, que se cargaba en menos de un segundo, la nueva versión tardaba casi un minuto en arrancar desde el disco.
La principal diferencia con respecto a la versión original fue el soporte para el desplazamiento horizontal, que permitía la edición directa de documentos más amplios. Esta había sido una de las características destacadas del procesador de textos original de Atari, que utilizaba el sistema de desplazamiento asistido por hardware de la plataforma para mover rápidamente todo el documento horizontalmente y permitir la edición de hasta 132 columnas. La nueva versión de AtariWriter funcionaba de la misma manera, pero lo expandió aún más hasta un máximo de 249 columnas. Otro cambio notable fue que las opciones de formato se configuraban a través de un menú global, en lugar de hacerlo directamente en pantalla dentro del documento. Una nueva opción de guardar como texto ASCII sin formato permitía eliminar fácilmente estos códigos para enviar texto plano a otros usuarios. Otra característica importante tomada del procesador de textos original fue el diseño en dos columnas. También se incluyeron docenas de otros cambios menores que hicieron que las operaciones comunes fueran mucho más fáciles.
La nueva versión también amplió enormemente el soporte para impresoras. Además del conjunto original de impresoras Atari y las añadidas posteriormente, como la impresora matricial XMM 801 y la impresora de margarita XDM 121, al seleccionar «otra» se mostraban controladores para la Epson FX-80, MicroPrism 480 y Juki 6100. Este menú tenía otra opción de «otra» que permitía cargar un controlador desde un disco. El manual incluía una sección completa sobre cómo crear tu propio controlador de impresora, aunque los controladores de los discos originales de APX seguían funcionando.
Otras opciones nuevas estaban disponibles como subprogramas que se cargaban bajo demanda y que estaban incluidos en el disco del programa. El más notable era Atari Proofreader, un corrector ortográfico con una biblioteca de 36,000 palabras que ocupaba ambos lados del segundo disco. Al seleccionar «Verificar ortografía» desde el menú principal, AtariWriter se cerraba y se ejecutaba Proofreader, que luego cargaba un documento seleccionado y continuaba. Otro era la opción de Mail Merge (combinación de correspondencia), que funcionaba de manera similar y podía combinar hasta 255 registros con un máximo de 15 campos almacenados en un archivo secundario. Debido a que todos estos subprogramas estaban basados en disco, eran bastante lentos; por ejemplo, verificar la ortografía de un documento de 3,000 palabras tomaba aproximadamente 15 minutos.
Una desventaja del nuevo programa era que dejaba solo 12 kB libres en una máquina original de 48 kB, apenas más que los 10 kB del procesador de textos original. Sin embargo, en la 130XE, al ejecutar la versión personalizada, estaban disponibles 47,616 bytes. Esto se organizaba en tres bancos de 15,872 bytes, pero el programa intentaba hacer que esta división fuera invisible cargando y guardando los tres bancos desde un único archivo. Sin embargo, durante la edición, el usuario tenía que saltar manualmente de un banco a otro utilizando una tecla de función.

### AtariWriter 80
Después de años de quejas sobre la falta de soporte oficial de 80 columnas en la plataforma, Atari lanzó el XEP80 en 1987, un módulo de pantalla que se conecta a uno de los puertos de joystick de Atari y a un monitor compuesto. Cualquier programa que quisiera utilizar esta opción debía reescribirse para admitir el nuevo modo, que no tenía relación alguna con el hardware de pantalla integrado. Atari utilizó AtariWriter Plus para desarrollar AtariWriter 80, que por lo demás era idéntico. El único cambio importante fue que la visualización de columnas en el editor, anteriormente ubicada en la parte inferior de la pantalla, se reposicionó en la parte superior. El XEP se comunicaba mediante un puerto serie, por lo que se observaban algunos retrasos al redibujar completamente la pantalla, como al cambiar al menú y regresar al documento, pero el sistema era, en general, similar al Plus. Al parecer, el programa se completó en noviembre de 1987, pero por razones desconocidas no se lanzó hasta bien avanzado el verano de 1988.

### ST Writer
Tras asumir el control de Atari, la familia Tramiel quiso introducir un sistema completamente nuevo basado en una interfaz gráfica (GUI), lo que dio lugar al Atari ST en el verano de 1985. Preocupados por que el nuevo sistema careciera de software útil en su lanzamiento, lo que podría causar problemas similares a los que llevaron a la desestimación del Atari 800, decidieron portar AtariWriter al ST. El programador Dan Oliver portó el código del editor de pantalla de AtariWriter en lenguaje ensamblador al ST, mientras que John Feagans convirtió los manejadores de diseño y formato al lenguaje de programación C. En dos semanas, una versión de AtariWriter Plus estaba funcionando como ST Writer.
Ejecutarse en la nueva máquina proporcionó muchas ventajas al programa. La memoria ya no estaba limitada, y el programa era capaz de manejar documentos muy extensos. También contaba con una visualización nativa de 80 columnas y era extremadamente rápido. El programa era tan similar al original que podía intercambiar archivos sin necesidad de edición.
Aunque el programa era útil, no estaba basado en una interfaz gráfica, y se lanzó de forma gratuita mientras Atari buscaba un programa GUI para reemplazarlo. A finales de 1985, surgieron varios procesadores de texto GUI, y el desarrollo de ST Writer en Atari llegó a su fin. Para entonces, el programa había ganado un gran número de seguidores, y los reemplazos eran vistos como de menor calidad en comparación. Finalmente, la compañía permitió que un usuario entusiasta, Bruce Noonan, asumiera el desarrollo. Noonan continuó lanzando nuevas versiones importantes del producto, incluso añadiendo una interfaz GUI limitada para acceder a los menús, con las últimas versiones en la década de 1990.

## Recepción
Las reseñas de AtariWriter fueron generalmente positivas, aunque los críticos señalaron la falta de características como controladores de impresoras, la función de combinación de correspondencia (mail merge) y el corrector ortográfico. 
La revista ANALOG destacó lo fácil que era usar el programa, señalando que la reseña en sí fue escrita en el programa pocas horas después de recibirlo. Tras mencionar que otras impresoras, como las Epson, no estaban soportadas, el artículo concluye: «AtariWriter tiene una buena documentación, es razonablemente fácil de aprender y usar, no parece dejarte atrapado en ningún punto y tiene suficientes comandos y flexibilidad para satisfacer las necesidades de quienes probablemente lo usarán... Después de una serie de fracasos, Atari tiene un éxito en sus manos».
La revista Antic elogió su velocidad, simplicidad y la función de deshacer, llamando a AtariWriter «a prueba de tontos». Las únicas preocupaciones fueron la falta de soporte para impresoras de terceros, el modo de sobrescritura (overstrike) y la función de combinación de correspondencia. Concluyó que «AtariWriter es el mejor programa no relacionado con juegos que Atari ha lanzado... En comparación con otros procesadores de texto disponibles, es claramente superior en precio y rendimiento».
Creative Computing publicó una reseña más extensa, llamándolo «un candidato al mejor producto de Atari en mucho tiempo.» El producto se describe como fácil de usar e infalible debido a los múltiples controles que evitan la pérdida de datos. Se señaló la falta de controladores de impresoras, aunque esto se resolvía en parte permitiendo al usuario insertar caracteres de control de impresora directamente en el texto. Concluyó: «Mi impresión general de AtariWriter es positiva. Tiene una buena detección de errores, es muy fácil de usar y entender, y puede usarse con la grabadora de casetes. Características potentes como la fusión de archivos y la impresión en cadena están soportadas... AtariWriter será el mejor procesador de texto para la mayoría de los propietarios de computadoras Atari».
InfoWorld también lo comentó, dándole una calificación menos brillante de regular a buena. Comienza diciendo: «Dadas las limitaciones del hardware de Atari, AtariWriter es un buen procesador de texto. Pero si escribes documentos más grandes que la memoria de tu computadora o necesitas mostrar 80 columnas de texto en la pantalla, olvídate de AtariWriter, quédate con tu máquina de escribir o compra una computadora más cara». Más adelante señala que los documentos pueden unirse y ser impresos como uno solo mediante un código al final de cada documento, lo que evita la limitación de memoria. También menciona una serie de pequeñas molestias, como la falta de una garantía de devolución de dinero.
The Addison-Wesley Book of Atari Software 1984 le otorgó una calificación general de A. El libro afirmó que «AtariWriter marca una nueva era en el procesamiento de texto» para los propietarios de Atari de 8 bits y que era «una buena razón en sí misma para comprar un Atari.» Elogió la facilidad de uso y la vista previa de impresión de AtariWriter y concluyó que el software era «imprescindible para todo escritor serio y propietario de un Atari».
Consumer Reports calificó la combinación de una Atari 800XL, AtariWriter y la impresora Atari 1027 como el mejor sistema de procesamiento de texto en relación calidad-precio.

## Publicidad
Poco después del lanzamiento de AtariWriter, se emitió el último episodio de M*A*S*H en febrero de 1983. Posteriormente, Steve Ross contrató al actor principal de M*A*S*H, Alan Alda, como portavoz de Atari mediante un contrato de cinco años por un valor de 10 millones de dólares, que habría producido comerciales de televisión para la empresa hasta 1988. La relación de Alda con Atari se anunció en el Consumer Electronics Show en junio de 1983, con una exitosa serie de comerciales televisivos lanzados ese mismo año. Atari explicó su decisión de usar a Alda como su portavoz señalando que tenía un alto Q Score, lo que lo convertía en «la personalidad televisiva más conocida y querida de Estados Unidos» en ese momento, y describió su ambicioso plan publicitario para promocionar sus productos de hardware y software en medios impresos y televisivos a través de una campaña masiva.
Alda realizó al menos dos anuncios televisivos sobre AtariWriter, además de participar en contenido escrito. En uno de los anuncios impresos, el software se promocionaba con el titular «AtariWriter hace que sea más fácil ser un mejor escritor», acompañado de una imagen de Alda sentado frente a la computadora sosteniendo el software. Alda ofreció un testimonio como celebridad, diciendo a los lectores: «Podrás dedicar tu energía en nuevas ideas, en lugar de tipearlas». AtariWriter se anunciaba por aproximadamente 99.95 dólares, lo que se consideraba la mitad del costo de uno de sus competidores, LetterPerfect, que tenía un precio de 200 dólares. Este precio «por debajo de los 100 dólares» se promovió a los consumidores como un «precio para presupuestos familiares», con un anuncio que decía: «No encontrarás un procesador de texto más amigable y poderoso al doble del precio».

## Descripción
El programa tiene dos modos principales: el menú y el editor. El usuario puede cambiar del menú al editor utilizando el comando E, y regresar al menú presionando Escape.
El menú principal incluye solo ocho opciones: Crear archivo, que borra cualquier texto en memoria y crea uno nuevo; Eliminar archivo, para eliminar un archivo del disco; Editar archivo, Formatear disco, Índice de archivos del disco (Directorio), Cargar archivo, Imprimir archivo y Guardar archivo. Si se crea o carga un archivo, el usuario selecciona luego Editar para ingresar al editor.
El editor muestra el texto del documento en la parte superior de la pantalla y un área de estado de cuatro líneas en la parte inferior. En esta área de estado se muestra prominentemente «PRESIONE ESC PARA REGRESAR AL MENÚ». Encima de esto se indica la línea y columna actuales, además de una visualización de los tabuladores representados como flechas hacia arriba. En la parte superior de cada documento hay una línea de caracteres de control que configura elementos como el espaciado de tabuladores, márgenes y el ancho total del documento. Estos se almacenan como texto en el documento y se editan moviendo el cursor sobre ellos y cambiando los valores.
AtariWriter incluye ajuste automático de palabras, edición de pantalla completa, impresión en dos columnas, búsqueda y reemplazo, deshacer, edición de bloques y una función de vista previa de impresión que permite a los usuarios ver una página imprimible desplazándose por la pantalla. Los atributos de impresión se configuran directamente en el documento mediante caracteres de control, lo que permite realizar cambios directos en el formato, como márgenes, espaciado y justificación.